# Симптом зіниці
Симптом зіниці — передовуляційне розкриття каналу шийки матки та наявність цервікального слизу у вагінальній частині шийки матки біля основи шийкового каналу.
Залежно від діяметру видимого в шийці слизу, вираженість симптому зіниці виражають плюсами (+ для 1 мм, ++ для 2 мм, +++ для 3 мм). Під час овуляції симптом зіниці становить +++, відтак під впливом прогестерону до останнього дня менструального циклу він дорівнює +, а далі зникає.

## Діагностика
Діягностування симптому зіниці відбувається у два етапи:
1. Оголення шийки матки за допомогою дзеркала Сімса та підіймача;
2. Визначення форми зіву, наявності в ньому слизу, а також його характеристик — кількості, прозорості, консистенції, в'язкості й еластичності. За кількістю слиз характеризують як мізерний, помірний та рясний; за прозорістю — склистий або мутний; за в'язкістю — еластичний або рвучкий.[1]

## Тлумачення
Ступені вираженості симптому зіниці:
1. — — не виражений;
2. + — незначно виражений; шийковий канал розкритий у вигляді вузької смужки або точки, заповненої прозорим склистим слизом;
3. ++ — помірне насичення естрогенами; шийковий канал розкритий до 2 мм у діяметрі;
4. +++ — рясне відділення прозорого склистого слизу; розкриття шийкового каналу до 3 мм в діяметрі.[1]